# Italienska maffian
Den italienska maffian, oftast kallad helt enkelt maffian, är en italiensk undertyp av organiserad brottslighet. Mafia var ursprungligen namnet på ett strikt hierarkiskt patriarkalt hemligt sällskap i Italien, med ursprung på 1800-talets Sicilien och har spridit sig därifrån till södra och mellersta Italien. Den speciella sicilianska maffian kallar sig Cosa Nostra. Också kända i Italien är den napolitanska Camorra, den kalabresiska 'Ndrangheta och den apuliska Sacra Corona Unita, som också tilldelas maffiatermen. Det finns också mindre grupper som Stidda på Sicilien och Casamonica-maffian i Lazio.
Termen maffia tillämpas även på andra kriminella organisationer inom den organiserade brottsligheten, såsom den "ryska maffian", den "albanska maffian", den "japanska maffian" (Yakuza) eller den "kinesiska maffian" (triaderna).
Maffian skiljer sig från andra former av organiserad brottslighet och kriminella organisationer i sin struktur: maffian av sicilianskt ursprung består av så kallade "familjer" - varvid dessa inte är familjer i strikt bemärkelse av en ren blodsrelation, utan en nära, strikt en hierarkiskt strukturerad grupp medlemmar av sicilianskt ursprung - som följer en kodex. Varje familjemedlem måste följa dess regler exakt; Kränkningar, särskilt omertà, straffades vanligtvis med brutala medel (till och med mord) tidigare. Varje maffiafamilj har ett huvud som varje familjemedlem är skyldig att lyda. Dessa ledare kan i sin tur ledas av en chef ("capo dei capi" eller "capo di tutti i capi", chef för chefer), som utövar obegränsad makt över alla familjer.

## Maffiaorganisationer i Italien
Italien är fortfarande fast i maffians händer på många områden. Under 2009 begicks 586 mord i Italien, varav 90 tillskrevs maffian, inklusive 49 i Kampanien (Camorra), 19 på Sicilien (Cosa Nostra), 11 i Kalabrien ('Ndrangheta) och 7 i Apulien (Sacra Corona Unita).